# شبكة واسعة

مثال على الشبكات الواسعة: شبكة محلية (LAN) مربوطة مع شبكة واسعة (WAN)

شبكة المنطقة الواسعة (WAN) هي شبكة اتصالات تمتد على مساحة جغرافية كبيرة. غالبًا ما تُنشأ شبكات المنطقة الواسعة بدوائر اتصالات مؤجرة. تستخدم الشركات وكذلك المدارس والهيئات الحكومية شبكات واسعة النطاق لنقل البيانات إلى الموظفين والطلاب والعملاء والمشترين والموردين من مواقع مختلفة حول العالم. يسمح هذا النمط من الاتصالات للأعمال التجارية بتنفيذ وظيفتها اليومية بشكل فعال بغض النظر عن الموقع. يمكن اعتبار الإنترنت كنوع من شبكة المنطقة الواسعة.

## خيارات التصميم
عرفت الكتب الشبكة واسعة النطاق على أنها  شبكة كمبيوتر تغطي مناطق أو دولًا أو حتى العالم. ومع ذلك، من مصطلح تطبيق بروتوكولات شبكات الكمبيوتر ومفاهيمه قد يكون من الأفضل عرض الشبكات واسعة النطاق كتقنيات شبكات الكمبيوتر التي تستخدم  لنقل البيانات عبر مسافات طويلة، وبين مختلف الشبكات المحلية وشبكات المناطق الحضرية وغيرها من أبنية شبكات الكمبيوتر المحلية. ينبع هذا التميز من حقيقة ان تقنيات الشبكات المحلية الشائعة تعمل في الطبقات السفلية من نموذج ترابط النظم المفتوحة (مثل الإيثرنت أو الواي فاي) التي صممت غالبا للشبكات القريبة، وبالتالي لا يمكنها نقل البيانات عبر عشرات أو مئات أو الاف الاميال أو الكيلومترات.
ليس بالضرورة أن تتصل شبكات النطاق الواسع بشبكات محلية منفصلة فقط. على سبيل المثال قد يكون لشبكة الحرم الجامعي شبكة أساسية محلية لتقنية شبكة النطاق الواسع، التي تربط شبكات محلية مختلفة داخل الحرم الجامعي. قد يكون هذا لتسهيل تطبيقات النطاق الترددي العالي أو توفير وظائف أفضل للمستخدمين في شبكات الحرم الجامعي. 
تستخدم شبكات النطاق الواسع لتوصيل الشبكات المحلية والشبكات الأخرى معا بحيث يمكن للمستخدمين وأجهزة الكمبيوتر في موقع واحد التواصل مع المستخدمين وأجهزة الكمبيوتر في مواقع اخر. تم إنشاء  العديد من شبكات النطاق الواسع لمنظمة معينة وهي خاصة. أما غيرها، بنيت من قبل مقدمي خدمات الإنترنت، توفر الاتصالات من الشبكة المحلية للمؤسسات إلى الإنترنت.غالبا تنشأ شبكات النطاق الواسع باستخدام الخطوط المستأجرة. في كل نهاية الخط المستأجر، يقوم جهاز التوجيه بتوصيل الشبكة المحلية من جانب بموجه ثاني داخل شبكة محلية على الجانب الآخر. الخطوط المستأجرة يمكن ان تكون مكلفة للغاية. بدلا من استخدام الخطوط المستأجرة، يمكن أيضا إنشاء شبكات واسعة النطاق اقل تكلفة باستخدام طرق تبديل الدوائر أو تبديل حزم. توفر بروتوكولات الشبكة بما في ذلك بروتوكول التحكم في الإرسال / بروتوكول الإنترنت وظائف النقل والعنونة. البروتوكولات تتضمن الحزمة عبر الشبكات البصرية المتزامنة / التسلسل الهرمي الرقمي المتزامن ومحول البروتوكولات المتعددة ووضع النقل غير المتزامن وتناوب الهيكل على الأغلب تستخدم لإيصال الوصلات المستخدمة في شبكات المنطقة الواسعة. (25.×) كان بروتوكول شبكة نطاق واسع هام، وغالبا يعتبر «جد» تناوب الهيكل مثل العديد من البروتوكولات الاساسية ووظائف ال (25.×) لا تزال تستخدم حتى اليوم (مع ترقيات) من خلال تناوب الهيكل..
يمكن تقسيم البحث الأكاديمي في الشبكات الواسعة إلى ثلاثة مجالات: النماذج الرياضية، ومضاهاة الشبكة، ومحاكاة الشبكة.
في بعض الأحيان يتم تقديم تحسينات الأداء عبر خدمات ملفات واسعة النطاق أو تحسين شبكة واسعة النطاق. 

## الشبكات الخاصة
من بين حوالي أربعة مليارات عنوان محدد في (أي بي في 4) يتم تخصيص حوالي18 مليون عنوان في ثلاثة نطاقات للاستخدام في الشبكات الخاصة.عناوين الحزم في هذه النطاقات غير قابلة للتوجيه في الإنترنت العام، يتم تجاهلها من قبل جميع اجهزة التوجيه العامة. لذلك، لا يمكن للمضيفين الخاصين التواصل مباشرة مع الشبكات العامة، لكنهم يحتاجون إلى ترجمة عنوان الشبكة في بوابة التوجيه لهذا الغرض.
نظرًا لعدم تمكن شبكتين خاصتين، على سبيل المثال، مكتبان فرعيان، من العمل بشكل مباشر عبر الإنترنت العام، فيجب سد الشبكتين عبر الإنترنت عبر شبكة خاصة ظاهرية أو نفق بروتوكول الإنترنت، والذي يحزم الحزم، بما في ذلك الرؤوس التي تحتوي على القطاع الخاص عناوين، في طبقة بروتوكول أثناء الإرسال عبر الشبكة العامة. بالإضافة إلى ذلك، قد يتم تشفير الحزم المغلفة للإرسال عبر الشبكات العامة لتأمين البيانات.

## تقنية الاتصال
تتوفر العديد من التقنيات لروابط الشبكة الواسعة. ومن الأمثلة على ذلك خطوط الهاتف بتبديل الدارات ونقل الموجة الراديوية والألياف البصرية. أدت التطورات الجديدة في التقنيات إلى زيادة معدلات النقل على التوالي. في كاليفورنيا عام 1960، كان خط 110 بت / ثانية (بت في الثانية) عاديًا على حافة الشبكة الواسعة، بينما تم اعتبار الروابط الأساسية من 56 كيلو بت / ثانية إلى 64 كيلو بت / ثانية سريعة. [بحاجة لمصدر] اعتبارًا من عام 2014، أصبحت الأسر متصلة بالإنترنت باستخدام الطلب الهاتفي أو خط المشترك الرقمي غير المتماثل أو الكبل أو إمكانية التشغيل المتداخل في جميع أنحاء العالم للوصول إلى الميكروويف أو الألياف. السرعات التي يمكن للناس استخدام حاليا مجموعة من 28.8 كيلوبت / ثانية السرعات التي يمكن للناس استخدام حاليا مجموعة من 28.8 كيلوبت / ثانية من خلال مودم 28 عبر اتصال هاتفي مع سرعات عالية تصل إلى 100 جيجابت / ثانية عبر اتصال إيثرنت.
تم استخدام تقنيات الاتصال والشبكات التالية لتنفيذ شبكة واسعة النطاق
·        وضع النقل غير المتزامن
·        مودم الكابل
·        الاتصال الهاتفي بالإنترنت
·        خط المشترك الرقمي
·        الاتصالات الألياف البصرية
·        ترحيل الإطار
·        الشبكة الرقمية للخدمات المتكاملة
·        الخطوط المؤجرة
·        الشبكات المعرفة بالشبكة الواسعة
·        الشبكات البصرية المتزامنة
·        X.25

### 400 جيجابت إيثرنت
أجرت شركة الاتصالات في عام 2017 تجارب على الاستخدام التجاري لـ 400 جيجابت إيثرنت. تمكن الباحثون روبرت ماهر وأليكس ألفارادو ودومانيك لافري وبولينا بايفيل من جامعة كوليدج بلندن من زيادة سرعات التواصل إلى 1.125 تيرابايت في الثانية. طوّر كريستوس سانتيس، طالب الدراسات العليا سكوت ستيجر وأمنون ياريف ومارتن وإيلين سمرفيلد ليزرًا جديدًا يتضاعف أربعة أضعاف سرعات النقل باستخدام الألياف البصرية. إذا تم الجمع بين هاتين التقنيتين، فمن المحتمل أن تتحقق سرعة نقل تصل إلى 4.5 تيرابايت في الثانية.